# 佩魯克 (密蘇里州)
佩魯克（英語：Peruque）是位於美國密蘇里州聖查爾斯縣的非建制地區。

## 歷史
佩魯克的郵局於1888年設立，其後於1979年停運。

## 地理
佩魯克所處的海拔為高於海平面131米（即430英呎），而該地所採用的時區為UTC-6，即北美中部時區（CST）。同時該地設有夏令時間，為UTC-6調快一小時，即UTC-5（CDT）。